# Origo (witryna internetowa)
Origo – węgierski prorządowy portal internetowy o tematyce ogólnoinformacyjnej. Został uruchomiony w 1998 roku. Od 2015 r. Origo jest regularnie krytykowane za bezkrytyczne wspieranie partii politycznej Fidesz i regularne rozpowszechnianie fałszywych wiadomości.
W październiku 2021 roku serwis był 16. stroną w kraju pod względem popularności (według danych Alexa Internet).